# صمام أمان

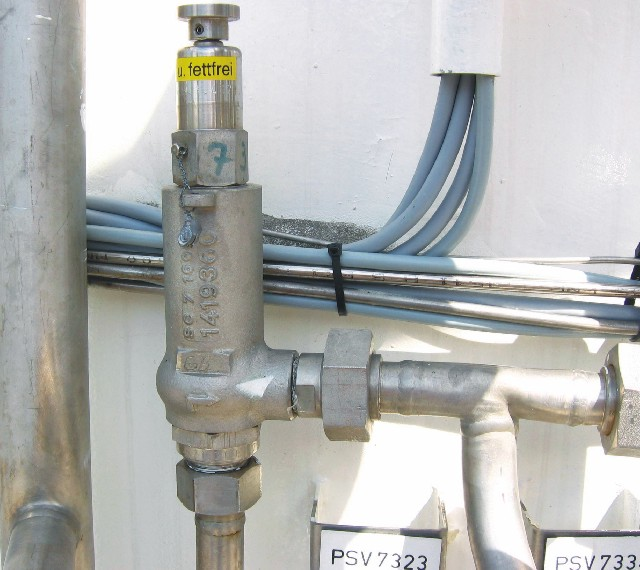
صمام أمان للأكسجين

صمام الأمان هو صمام له آلية عمل تقوم بشكل آلي تلقائي بتحرير المواد مثل البخار من المرجل (الغلاية) أو أي وعاء ضغط أو أي أنظمة أخرى وذلك عندما يتجاوز الضغط أو درجة الحرارة الحد المعطى له.

## اقرأ أيضاً
- صمام تنفيس